# يان فروليش
يان فروليش هو لاعب كرة قدم سلوفاكي، ولد في 2 ديسمبر 1974 في ستارا لوبوفنا في سلوفاكيا. لعب مع Kolejarz Stróże ‏.

## وصلات خارجية
- يان فروليش على موقع قاعدة بيانات كرة القدم.إي يو (الإنجليزية)